# Hermann Bauer (remero)
Hermann Bauer (Linz, 23 de mayo de 1966) es un deportista austríaco que compitió en remo. Ganó dos medallas de bronce en el Campeonato Mundial de Remo, en los años 1989 y 1991.

## Palmarés internacional
| Campeonato Mundial | Campeonato Mundial | Campeonato Mundial | Campeonato Mundial |
| Año                | Lugar              | Medalla            | Prueba             |
| ------------------ | ------------------ | ------------------ | ------------------ |
| 1989               | Bled (Yugoslavia)  | Medalla de bronce  | Dos sin timonel    |
| 1991               | Viena (Austria)    | Medalla de bronce  | Dos sin timonel    |